# Winter-Universiade 2017/Skilanglauf
Bei der Winter-Universiade 2017 wurden neun Wettkämpfe im Skilanglauf ausgetragen.

## Bilanz

### Medaillenspiegel
| Platz  | Land       | Gold | Silber | Bronze | Gesamt |
| ------ | ---------- | ---- | ------ | ------ | ------ |
| 1      | Russland   | 9    | 8      | 2      | 19     |
| 2      | Kasachstan | 2    | 2      | 5      | 9      |
| 3      | Frankreich | –    | 1      | 2      | 3      |
| 3      | Armenien   | –    | –      | 1      | 1      |
| 3      | Tschechien | –    | –      | 1      | 1      |
| Gesamt | Gesamt     | 11   | 11     | 11     | 33     |

### Medaillengewinner

#### Männer
| Disziplin                   | Gold                                                                    | Silber                                                                 | Bronze                                                        |
| --------------------------- | ----------------------------------------------------------------------- | ---------------------------------------------------------------------- | ------------------------------------------------------------- |
| Sprint Klassisch            | Iwan Ljuft                                                              | Wladimir Frolow                                                        | Jegor Beresin                                                 |
| 10 km Klassisch             | Waleri Gontar                                                           | Dmitri Rostowzew                                                       | Alexandre Pouyé                                               |
| 10 km Verfolgung Freistil   | Dmitri Rostowzew                                                        | Waleri Gontar                                                          | Sergej Mikajeljan                                             |
| 30 km Massenstart Klassisch | Dmitri Rostowzew                                                        | Waleri Gontar                                                          | Sergei Malyschew                                              |
| 4 × 7,5 km                  | RusslandJegor Beresin Waleri Gontar Kirill Wichuchanin Dmitri Rostowzew | KasachstanSergei Malyschew Witali Puchkalo Rinat Muchin Olschas Klimin | TschechienJakub Antoš Miroslav Rypl Jakub Pšenička Jakub Gräf |

#### Frauen
| Disziplin                   | Gold                                                          | Silber                                                  | Bronze                                                     |
| --------------------------- | ------------------------------------------------------------- | ------------------------------------------------------- | ---------------------------------------------------------- |
| Sprint Klassisch            | Marija Dawidenkowa                                            | Lilija Wassiljewa                                       | Anna Stojan                                                |
| 5 km Klassisch              | Lilija Wassiljewa                                             | Anna Netschajewskaja                                    | Anna Schewtschenko                                         |
| 5 km Verfolgung Freistil    | Anna Netschajewskaja                                          | Lilija Wassiljewa                                       | Anna Schewtschenko                                         |
| 15 km Massenstart Klassisch | Lilija Wassiljewa                                             | Anna Netschajewskaja                                    | Anna Schewtschenko                                         |
| 3 × 5 km                    | RusslandLilija Wassiljewa Olga Repnizyna Anna Netschajewskaja | KasachstanAnna Schewtschenko Olga Mandrika Irina Bykowa | FrankreichCoralie Bentz Léa Damiani Celine Chopard Lallier |

#### Mixed
| Disziplin           | Gold                                | Silber                                  | Bronze                               |
| ------------------- | ----------------------------------- | --------------------------------------- | ------------------------------------ |
| Teamsprint Freistil | Anna Schewtschenko / Olschas Klimin | Celine Chopard Lallier / Louis Schwartz | Marija Dawidenkowa / Wladimir Frolow |